# La comunidad secreta
La comunidad secreta (en el original en inglés The secret commonwealth; or an essay on the nature and actions of the subterranean (and for the most part) invisible people heretofoir going under the name of faunes and fairies, or the lyke, among the low country Scots, as they are described by those who have the second sight) es un tratado sobre cuentos de hadas escrito en 1691 por el eclesiástico, demonólogo, filólogo experto en idioma gaélico escocés y folklorista escocés Robert Kirk.

## Sinopsis
Este escrito fue un intento serio de explicitar las creencias que los escoceses de origen gaélico tenían acerca de los seres preternaturales, desde una perspectiva popular de orígenes folclóricos, para contrastarlas con la ciencia y la religión de finales del siglo XVII. El concepto de hada que maneja Kirk es el propio de los seres feéricos que coexisten con la especie humana y son anteriores a ella.